# آناند راملوگان
آناند راملوگان (انگلیسی: Anand Ramlogan؛ زادهٔ ۲۶ اوت ۱۹۷۲) سیاست‌مدار اهل ترینیداد و توباگو است.

## تحصیلات
او از دانش‌آموختگان دانشگاه وست‌مینستر و دانشگاه کوئین مری لندن است.